# Mitoura hesseli
Mitoura hesseli är en fjärilsart som beskrevs av Rawson och Ziegler 1950. Mitoura hesseli ingår i släktet Mitoura och familjen juvelvingar. Inga underarter finns listade i Catalogue of Life.